# Corb carapelat
El corb carapelat (Corvus tristis) és un ocell de la família dels còrvids (Corvidae).

## Hàbitat i distribució
Habita els boscos fins als 1400 m, a les illes Raja Ampat, a Batanta i Salawati. Nova Guinea, incloent les illes de Yapen i Ron i les illes D'Entrecasteaux.